# Kostel svaté Kateřiny (Polná)
Kostel svaté Kateřiny se nachází na vrchu Kateřinov ve městě Polná, okres Jihlava. Je chráněn jako kulturní památka České republiky.Je to druhá nejstarší památka města.

## Historie
Kostel byl založen v letech 1378–1389 na tzv. Strážném vrchu (též vrch Kateřinov) jižně od města. Stavebníkem byl Jan Ptáček z Pirkštejna. Z původní výstavby se dochoval raně gotický lomený portál. Kostel v té době sloužil jako modlitebna pro obyvatele podhradí. Na počátku 15. století byl u kostela zřízen hřbitov, pohřbívali se na něm obyvatelé sídlící okolo hradu a občané Kateřinova, který byl po dlouhou dobu veden jako samostatná obec, hřbitovní zeď pochází z let 1592 a 1593. Ve svahu směrem k rybníku Peklo byl koncem 16. století zřízen druhý hřbitov pro nepokřtěné děti, lidi jiné víry a sebevrahy. V roce 1488 byl kostel rozšířen, roku 1647 byl vypálen švédskými vojsky a v roce 1658 byl znovu opraven. Roku 1785 byl zrušen a o deset let později znovu obnoven.
Nedaleko kostela existovala poustevna, podle pověsti zde měli žít v 17. a 18. století poustevníci, kteří se starali o nemocné cholerou a morem, do roku 1886 přebýval v bývalé poustevně hrobař, později byla zbořena.
V roce 1910 proběhly úpravy kostela podle návrhu architektů Duchka a Heraina, při nich v letech 1906–1910 objevil akademický malíř Karel Ludvík Klusáček pod omítkami fragmenty středověkých nástěnných fresek: výjevy ze života Krista a sv. Kateřiny z 15. století a fresky „Zmrtvýchvstání“ a „Poslední soud“ z doby kolem roku 1550 (podepsané Jiříkem Jirchářem), které dal zhotovit tehdejší majitel města Hertvík Žejdlic. Poslední oprava včetně přeložení střechy novým plechem byla provedena v roce 1977.
Na hřbitově návštěvníky zaujmou železné kříže, které byly v minulosti soustavně likvidovány, hrob zde má např. Břetislav Rérych. Nádhernou secesní hrobku zde nechali vybudovat polenskému rodáku Karlu Varhánkovi.